# Цивільне законодавство
Циві́льне законода́вство — це система нормативних актів, які містять в собі цивільно-правові норми, що регулюють цивільні відносини. Є складовою поняття «цивільне право».
Загальні засади цивільного законодавства визначені в ст. 3 Цивільного Кодексу України:
- вимога забезпечення свободи особистості, яку називають «суверенітетом особистості», тобто тип і характер поведінки, своє місце в суспільстві, в системі цивільних правовідносин за власним розсудом;
- забезпечення правової охорони права власності. Власник може бути позбавлений свого права, наприклад, внаслідок реквізиції (ст.353 ЦКУ) чи конфіскації (ст.354 ЦКУ).
- визнання за суб'єктом цивільного права можливості укладати договори і визначати їх зміст на свій розсуд відповідно до досягнутої з контрагентом домовленості;
- закріплення права на зайняття підприємницькою діяльністю, також встановлення юридичних гарантій реалізації цього права. Підприємницька діяльність може бути заборонена законом, тоді це правопорушення;
- правосуддя в Україні здійснюється виключно судами, юрисдикція яких поширюється на всі правовідносини, що виникають в державі (див. також ст.124 Кримінального Кодексу України);
- встановленні нормами цивільного законодавства рівних умов для участі всіх осіб у цивільних відносинах, закріплення можливості адекватного захисту порушеного цивільного права або інтересів, поєднання створення норм, спрямованих на забезпечення реалізації цивільного права, з шанування прав і інтересів інших осіб, моралі суспільства тощо.

Цивільне законодавство складається з (ст. 4 Цивільного Кодексу України):
- КУ, ЦКУ, закони;
- постанови ВР, КМУ, укази ПУ;
- відомчі акти міністерств;
- акти, прийняті ВСУ та ВГСУ;
- рішення органів місцевого самоврядування;
- звичай ділового обороту (ст.7 ЦКУ). Види: міжнародні звичаї, внутрішньодержавні, звичаї, що ґрунтуються на звичаєвому праві, судовий звичай, звичай ділового обігу.

Джерелом ЦП можуть виступати цивільні договори (ст.6 ЦКУ).
За загальним правилом дія кожного нормативного акту розповсюджується на майбутнє, тобто на відносини, які відбуваються після вступу акту в силу. Акти ЦЗ регулюють відносини, які виникли до моменту набрання чинності (зворотна дія) лише у випадках, передбачених законами і нормативними актами. Якщо цивільні відносини виникли раніше і регулювалися актом ЦЗ, який втратив чинність, новий акт ЦЗ застосовується до прав і обов'язків, що виникли з моменту надання йому чинності. (ст. 5 ЦКУ)
Всі акти, які прийняті ВРУ, є обов'язковими для виконання на всій території України.
ЦЗ визначає громадян України, іноземців та апатридів; юридичних осіб і державу.
У ЦП існує поняття аналогії закону і аналогії права (ст. 8 ЦКУ). Аналогія закону полягає в тому, що цивільно — правові відносини, які не врегульовані цивільним актом, договором, то їх регулюють подібні за змістом цивільні відносини. Аналогія права полягає в тому, що цивільні правовідносини, які не врегульовані законом, але не суперечать йому, врегульовуються на загальних засадах. Умови: відносини знаходяться в сфері дії ЦП, не врегульовані нормами ЦЗ, відсутні норми, які регулюють подібні за змістом правовідносини.